# Марктхал (Роттердам)
Марктхал (нидерл. Markthal) — это жилое и офисное здание с рыночным залом в Роттердаме. Церемония открытия состоялась 1 октября 2014 года в присутствии королевы Максимы. Помимо крытого рыночного зала, комплекс вмещает 228 квартир, 4600 м² магазинов, 1600 м² HoReCa и 4-этажную парковку на 1200+ автомобилей.

## Архитектура
Марктхал был спроектирован архитектурной фирмой MVRDV. Серое каменное здание имеет изогнутую форму похожую на подкову. Между внутренней и внешней сторонами арки находятся квартиры. Обе лицевые стороны здания имеют стеклянный фасад. Ламинированные стеклянные панели, самая широкая из них - 148,5 сантиметров в ширину, висят на кабельном фасаде 34 метра в длину и 42 метра в ширину, что является самой большой панелью в Европе. Каждый фасад насчитывает 26 вертикальных и 22 горизонтальных кабеля.

## Произведение искусства
Арно Кунен и Ирис Роскам украсили внутреннюю сторону здания (11000 м2, размер двух футбольных полей) огромной работой «Рог изобилия». Это название указывает на рог из греческой мифологии, который символизирует изобилие и процветание. На картине изображены увеличенные во много раз фрукты, овощи, зерна, рыба, цветы и насекомые. На заднем плане можно увидеть церковь Святого Лорена с башнями. Для производства анимации были использованы цифровые 3D технологии. Для рендеринга огромного файла в 1,47 ТБ были использованы огромные серверы, которые используют для создания мультфильмов Пиксар. Цифровая анимация была разделена на блоки и напечатана на 4000 панелей из перфорированной стали. В 2014 СМИ активно интересовались строением. Некоторые издания назвали здание величайшим мировым произведением искусства и даже Сикстинской капеллой Роттердама. Кунен и Роскам осуществили работу в сотрудничестве с командой из 6 специалистов.

## Установка свай
С февраля 2009 до начала июня 2010 шла установка 2500 свай. Жители округи страдали от шумов. Поэтому в 2009 были установлены контейнеры, чтобы заглушить звук. Владельцам магазинов все равно приходилось закрывать двери из-за шума во время стройки, чтобы иметь возможность говорить с клиентами. К тому моменту, когда работы по установлению свай должны были быть объявлены законченными, на Бинненроте был установлен знак, который отсчитывал, сколько свай еще нужно установить. Последняя свая была установлена в июне 2010 года.

## Археология
Марктхал стоит на месте, где в 14 веке находилась северо-восточная часть польдера Вестниуланд. Этот польдер был окружен водой Колк и круговой дамбой, которая защищала его от приливов. На осушенной территории жили люди. Также во время Позднего Средневековья на месте Марктхала стоял жилой дом Кёлен. Во время строительства на глубине 7 метров археологами была обнаружена ферма 10 века. Внутри дома, размером 7,5 на 13,5 метров, были распознаны две печи и камин. Ферма находилась в Ротте, поселении, которое предшествовало Роттердаму. Жители были крестьянами, ремесленниками и торговцами.
Объекты раскопок стали экспонатами постоянной выставки под названием «Лестница времени». Витрины с объектами стоят на лестничном пролете подземной парковки Марктхала. C помощью сенсорных дисплеев можно послушать рассказ о каждом предмете. Эта выставка выиграла приз от Нидерландского общества археологов.

## Интересные факты
- 4-этажная парковка Марктхала является самой большой в центре Роттердама.[4]
- Марктхал был одним из первых зданий, которое можно было увидеть в дополненной реальности.